# Osip Abdułow
Osip Naumowicz Abdułow, ros. Осип Наумович Абдулов (ur. 16 listopada 1900 w Łodzi, zm. 14 czerwca 1953 w Moskwie) – radziecki aktor i reżyser. Ludowy Artysta RFSRR (1944).

## Życiorys
Studiował na Uniwersytecie Moskiewskim. Od 1918 występował jako aktor w wielu teatrach, od 1928 w moskiewskim teatrze – studio pod kierownictwem J. Zawadskiego i w Moskiewskim Teatrze Rewolucji, od 1943 w Moskiewskim Teatrze im. Mossowietu, był aktorem charakterystycznym .
Od 1924 był reżyserem i aktorem radiowym. Od 1933 występował w filmach, m.in. Ostatnia noc (1936), „Ostrow sokrowiszcz” (1938), „Swad´ba” (1944), „Pojedinok” (1945), Biały kieł (1946). W 1951 otrzymał Nagrodę Stalinowską .
Pochowany na Cmentarzu Wwiedieńskim w Moskwie.